# Медаль Уильяма Смита
Медаль Уильяма Смита (англ. William Smith Medal) — ежегодная научная награда Геологического общества Лондона. Вручается за исключительный вклад учёных в прикладные и экономические аспекты в области геологических наук.

## История
Награда была учреждена в 1977 году в честь британского инженера-геологa Уильяма Смита (1769—1839).

## Статус медали
Медаль Уильяма Смита, Медаль Лайеля и Медаль Мурчисона Геологического общества Лондона имеют одинаковый статус и присуждаются за выдающиеся достижения в области геологических наук.

## Список награждённых
Нажнаждённые медалью:
- 1977 — Robert Ferguson Legget[англ.]
- 1978 — Мэрион Кинг Хабберт
- 1979 — William Harry Mayne
- 1980 — George Armstrong
- 1981 — John Stewart Webb
- 1982 — Альберт Волтер Балли[англ.]
- 1983 — Roy Woodall
- 1984 — Bernard Pierre Tissot
- 1985 — Питер Джордж Фукис[англ.]
- 1986 — Peter Robbins Vail[англ.]
- 1987 — Robert Stanton
- 1988 — Peter Ziegler[англ.]
- 1989 — Richard Allen Downing
- 1990 — Desmond A Pretorius
- 1991 — William Robert Dearman
- 1992 — Daniel Francis Merriam[англ.]
- 1993 — Эверт Хук
- 1994 — Ziad Rafiq Beydoun[англ.]
- 1995 — John Knill
- 1996 — Richard Henry Sillitoe
- 1997 — John Anthony Cherry
- 1998 — Стивен Лартер[англ.]
- 1999 — John William Lloyd
- 2000 — Denys Brunsden
- 2001 — Kenneth William Glennie
- 2002 — Николас Амбрасеис
- 2003 — Richard Hardman[англ.]
- 2004 — Jeffrey Hedenquist
- 2005 — Robert Knipe
- 2006 — Stephen Foster
- 2007 — Michael Worthington
- 2008 — Martin Sinha
- 2009 — Майкл Расселл[англ.]
- 2010 — Henry Posamentier[англ.]
- 2011 — Robert Stuart Haszeldine
- 2012 — Willy Aspinall
- 2013 — Martin Jackson
- 2014 — Peter Styles[англ.]
- 2015 — Anthony Doré
- 2016 — Michael de Freitas
- 2017 — John Walsh
- 2018 — Peter Dolan[4]
- 2019 — Frances Wall
- 2020 — Alastair Ruffell[5]
- 2021 — Philip Christie[6]
- 2022 — Rod Graham[7]
- 2023 — Карен Хангхой[англ.][8]